# Henri Borel

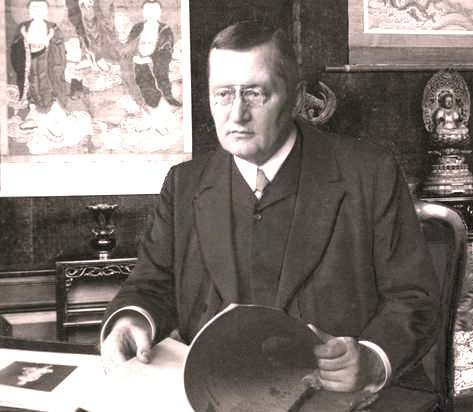
Henri Borel

Henri Jean François Borel (* 23. November 1869 in Dordrecht; † 31. August 1933 in Den Haag) war ein niederländischer Schriftsteller und Journalist.

## Leben
Henri Borel studierte chinesische Sprache und Literatur in Leiden und Amoy. Er wurde 1894 Dolmetscher für Chinesisch in Niederländisch-Indien, ließ sich 1899 beurlauben und lebte dann in Den Haag. Ab 1911 fungierte er als Berater für chinesische Angelegenheiten und arbeitete seit 1916 als Kritiker bei der niederländischen Regionalzeitung Het Vaderland.
Borel übersetzte zum ersten Mal Konfuzius ins Niederländische und verfasste mehrere Werke über chinesische Kultur, Philosophie und Religion (u. a. Wijsheid en schoonheid uit China, 1895, 3. Auflage 1901; deutsch von Keller-Soden, Halle 1898). Außerdem schrieb er eine Reihe von warm empfundenen und fein stilisierten Romanen und Novellen im Haager Milieu, u. a.:
- Het jongetje, 1899; deutsch von Keller-Soden: Junge Liebe, 1900
- Het zusje, 1900
- Vlindertje, 1900
- Het recht der liefde, 1901
- Leliane, 1902